# ViVi (cantora)
Wong Kahei (chinês tradicional: 黃珈熙, pinyin: Huáng Jiāxī, hangul: 황가희; rr: Hwang Kahee), mais conhecida pelo nome artístico ViVi (em coreano:  비비), é uma cantora, rapper, dançarina e modelo honconquesa em atividade na Coréia do Sul. Atualmente é uma integrante do grupo Loossemble. ViVi também faz parte do girl group sul-coreano LOOΠΔ (que está em hiato por tempo indeterminado) e da sub-unidade LOOΠΔ 1/3.

## Carreira

### 2017: Estreia com o Loona e atividades solo
Em março de 2017, ViVi foi introduzida como parte da primeira subunidade do Loona, o Loona 1/3. A subunidade consiste de integrantes previamente reveladas, Heejin, Hyunjin e HaSeul. A subunidade lançou o mini álbum Love & Live e o single de mesmo nome em 13 de março de 2017. ViVi lançou seu primeiro single álbum, ViVi, em 17 de abril de 2017. O álbum contém duas faixas, "Everyday I Love You", com HaSeul, e "Everyday I Need You", com JinSoul.

### 2023: Saída da Blockberry Creative e Loossemble
Em 9 de maio de 2023, foi anunciado que ViVi junto de HyunJin deixaram a gravadora BlockBerry Creative, após decisão judicial na suspensão de seus contratos.
No mês seguinte do mesmo ano, em junho dia 11, assinou um contrato exclusivo com a gravadora CTDENM. Outras integrantes do grupo assinaram com a gravadora. 
Em agosto de 2023, foi anunciada como uma das cinco integrantes do grupo feminino Loossemble. Posteriormente, em novembro de 2024, os contratos exclusivos do quinteto com a empresa CTDENM expiraram e nenhuma das integrantes decidiu continuar com a agência.

## Discografia

### Single álbuns
| Título | Detalhes | Melhor posição nas paradas musicais | Vendas     |
| Título | Detalhes | KOR                                 | Vendas     |
| ------ | --- | ----------------------------------- | ---------- |
| ViVi   | - Lançamento: 17 de abril de 2017 - Gravadora: Blockberry Creative - Formato: CD, download digital, streaming | 14                                  | - : 10,667 |

### Singles
| Título                                                                              | Ano  | Melhor posição nas paradas musicais | Melhor posição nas paradas musicais | Álbum |
| Título                                                                              | Ano  | KOR                                 | US World                            | Álbum |
| ----------------------------------------------------------------------------------- | ---- | ----------------------------------- | ----------------------------------- | ----- |
| "Everyday I Love You" (featuring HaSeul)                                            | 2017 | —                                   | —                                   | ViVi  |
| "—" significa que o lançamento não entrou nas paradas ou não foi lançada na região. |      |                                     |                                     |       |